# Aymon de Cossonay
Aymon de Cossonay, mort le 4 mars 1375 à Lausanne, est un prélat de la seconde moitié du XIVe siècle, issu de la famille de Cossonay.

## Biographie

### Origines
Aymon de Cossonay est le fils du chevalier Jean, seigneur de Cossonay, et de Marguerite de Villars,,, fille d'Humbert IV de Thoire Villars et de Marguerite de La Tour du Pin. Il appartient à la famille de Cossonay,.
Il a deux frères et des sœurs dont Louis, chevalier, qui succède à leur père, toutefois ce dernier meurt prématurément, en 1333. Aymon devient, en 1344, le tuteur des enfants de son frère. Il est seigneur de Cossonay, dans l'actuel canton de Vaud, jusqu'en 1351.
Un arrière-grand oncle, Jean de Cossonay, a occupé le siège épiscopal de Lausanne, au siècle précédent.

### Épiscopat
Aymon de Cossonay entre dans les ordres en 1317. Il obtient la cure de Saint-Martin de Vevey, en 1337 et 1338. Il est chanoine de Lausanne, en 1328, puis vicaire général, en 1346, de Geoffroi de Vayrols,.
Le pape Innocent IV le nomme sur le siège épiscopal de Lausanne, dans la première moitié de l'année 1355,. Le choix du pape écarte le candidat des seigneurs laïcs qui dominent la région, les Savoie. Il est mentionné comme évêque élu, en juillet et il prête serment en septembre.
Au cours de son épiscopat, Aymon de Cossonay réussit à trouver un « équilibre durable » avec les princes de Savoie. Il accepte que le comte Amédée VI nomme un juge d'appel dans sa cité, en 1356, mais il refuse cependant de le reconnaître comme vicaire impérial, en 1365.
En 1346, il confirme les privilèges accordés aux monnaieurs de Lausanne.
Aymon de Cossonay meurt le 4 mars 1375, à Lausanne.